# 9704 Georgebeekman
9704 Georgebeekman eller 5469 T-2 är en asteroid i huvudbältet som upptäcktes den 30 september 1973 av den nederländsk-amerikanske astronomen Tom Gehrels och det nederländska astronomparet Ingrid van Houten-Groeneveld och Cornelis Johannes van Houten vid Palomarobservatoriet. Den är uppkallad efter George W. E. Beekman.
Asteroiden har en diameter på ungefär 6 kilometer.